# Углы (Бобруйский район)
Углы́ (бел. Вуглы) — деревня в составе Вишневского сельсовета Бобруйского района Могилёвской области Республики Беларусь.
Планировочно населённый пункт представляет собой прямолинейную улицу, расположенную вдоль левого берега Березины. Застройка преимущественно деревянная, усадебного типа.
Деревня является родиной белорусского скульптора К. И. Алексеева

## Географическое положение
Деревня располагается в 17 километрах южнее Бобруйска на реке Березина, окружённая лесным массивом. Название отражает особенности застройки — поселение рассыпного типа, размещённое в углу окружающего пространства.

## Население
Согласно переписи 1959 года, здесь проживали 457, а в 1970 -м — 397 человек. В 1986 году здесь насчитывалось 81 хозяйство, 192 жителя, деревня входила в состав колхоза им. Фрунзе. На начало 1997 года — 57 дворов, 114 жителей.
- 1999 год — 108 человек
- 2010 год — 39 человек

## История поселения
Впервые в письменных источниках упоминается в XIX веке. В 1837 году — деревня в составе Бобруйского повета, находилась в помещичьей собственности. В 1907 году значилась деревней Турковской волости Бобруйского повета, насчитывалось 60 дворов и 440 жителей. В начале XX века в деревне была возведена церковь (памятник деревянного зодчества). К 1917 году в деревне насчитывалось 72 двора и 447 жителей. В 1923 году к деревне был присоединён большой участок бывшей помещичьей земли для устройства усадеб местным батракам и малоземельным крестьянам.
Деревня является старообрядческой. Официально термин «старообрядчество» стал использоваться с 1906 года. К употребляемому термину «раскольники» сами старообрядцы относятся отрицательно, считая себя приверженцами истинной церкви. Староверы поселились в этих местах около 250 лет назад, предположительно из Архангельской области, в период преследований; миграция сопровождалась жестокими гонениями, вплоть до физического истребления. Сохраняя верность старой вере, старообрядцы бежали от преследований на Урал, в Сибирь, на юг, а также на земли Речи Посполитой.
Старообрядцы стремились сохранить чистоту своей веры, обычаев и традиций, отличались трудолюбием; их «честное слово» считалось надёжным поручительством. Первые документальные упоминания о старообрядцах в Минском воеводстве относятся к 1735 году. Поселения были основаны в труднодоступных лесах и болотах Бобруйского уезда, ставших постоянными обиталищами беспоповцев поморского согласия. Вторая волна переселения имела место в 1765 году. В это время на территории Бобруйщины появляются исключительно старообрядческие поселения: Капустина слобода, деревни Турки, Солотино и Углы.
Внутри общины соблюдалась традиция браков исключительно среди единоверцев. Были распространены старообрядческие песни на церковнославянском языке. Местное население отличалось религиозностью. Крестины традиционно проводились в дубовой бочке. Церковь, ранее находившаяся в Углах, впоследствии была перевезена в другую деревню и долгое время оставалась недействующей; её колокол местные жители скрывали по домам, позднее передали в старообрядческую церковь на улице К. Маркса в Бобруйске.
В период советской власти богослужения проводились на дому, иконы хранились у пожилых женщин. Главными праздниками общины были Пасха и Троица, когда собиралась вся деревня и приезжали родственники; в эти дни посещали кладбище и устраивали кирмаши (ярмарки).
В настоящее время в деревне действует молитвенный дом, размещённый в здании бывшей начальной школы.

### Деревня во время Великой Отечественной войны
В годы Великой Отечественной войны в деревне существовал деревянный мост через реку Березина. Этот мост сыграл значимую роль при захвате Бобруйска: немецкие войска воспользовались переправой и нанесли удар с тыла. В течение всей оккупации мост охранялся немецким отрядом.
На окраине деревни, согласно местному преданию, покоятся немецкий офицер и полицай, убитые партизанами при обходе поста к реке.
По воспоминаниям жителей, в конце войны вблизи деревни был подбит немецкий пароход. Экипаж фашистов высадился и направился в Паричи, откуда не вернулся. Осмотрев пароход, сельчане обнаружили, что судно гружено продовольствием, и в течение полугода жители обеспечивали себя этой провизией. Позднее пароход был разобран — материалы пошли на хозяйственные нужды: крыши, заборы и прочее.
В ходе боевых действий и оккупации погибли 24 местных жителя.

## Достопримечательности

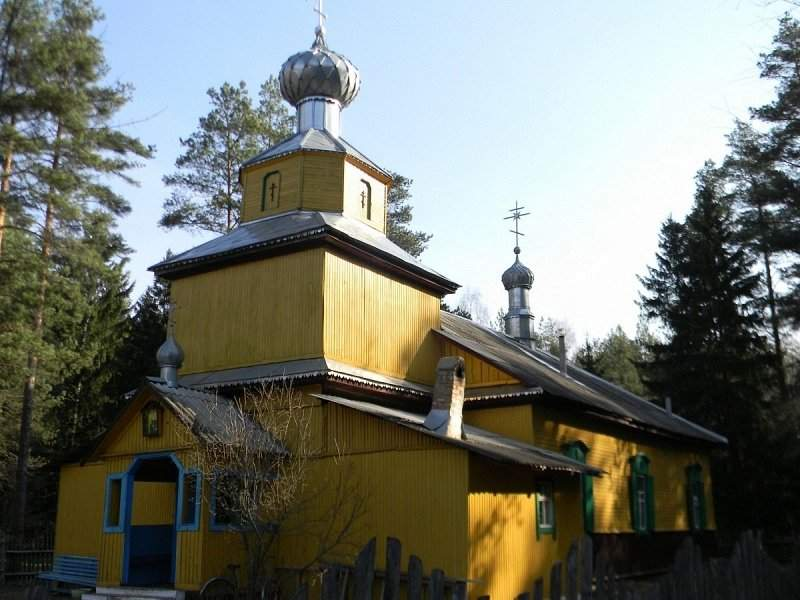
Церковь, которая была перевезена в 1980-х гг. в Глуша

- Православная часовня. Под храм в 1980-90-х годах было приспособлено старое здание местной школы.
- Деревянная церковь (1880-е), была перевезена в 1980-х годах в деревню Глуша Бобруйского района в Музей ремёсел, сейчас действует там как православный храм. В Углах этот храм был старообрядческим.